# (5414) Sokolov
(5414) Sokolov (1977 RW6) – planetoida z pasa głównego asteroid okrążająca Słońce w ciągu 4,91 lat w średniej odległości 2,89 j.a. Odkryta 11 września 1977 roku.